# 小行星6823
小行星6823（英語：6823）是一颗围绕太阳公转的小行星。1988年3月12日，M. Arai、H. Mori在寄居町发现了此天体。
这颗小行星的绝对星等为335.0199254008577等。